# Bahnstrecke Untersteinach–Stadtsteinach
| |                      |                                 |                                 |
| Streckennummer: | 5004                 |                                 |                                 |
| Kursbuchstrecke (DB): | 418g (1956)          |                                 |                                 |
| Streckenlänge: | 4,777 km             |                                 |                                 |
| Spurweite: | 1435 mm (Normalspur) |                                 |                                 |
| Maximale Neigung: | 20,8 ‰               |                                 |                                 |
| Minimaler Radius: | 300 m                |                                 |                                 |
| |                      |                                 |                                 |
| \| \| \| von Bamberg \| \| \| \| 0,000 \| Untersteinach (b Stadtsteinach) \| Untersteinach (b Stadtsteinach) \| \| \| \| nach Hof Hbf \| \| \| \| 4,777 \| Stadtsteinach \| 338 m \| \| \| \| \| \| \| Quellen: [1][2] \| \| \| \| |                      |                                 |                                 |
| Strecke |                      | von Bamberg                     | von Bamberg                     |
| Bahnhof | 0,000                | Untersteinach (b Stadtsteinach) | Untersteinach (b Stadtsteinach) |
| Abzweig geradeaus und nach rechts |                      | nach Hof Hbf                    | nach Hof Hbf                    |
| Betriebs-/Güterbahnhof Streckenende | 4,777                | Stadtsteinach                   | 338 m                           |
| |                      |                                 |                                 |
| Quellen: |                      |                                 |                                 |

Die Bahnstrecke Untersteinach–Stadtsteinach ist eine Nebenbahn in Bayern. Sie zweigt in Untersteinach von der Bahnstrecke Bamberg–Hof ab und führt nach Stadtsteinach. Sie dient heute nur noch dem Güterverkehr.

## Geschichte
Die Strecke wurde am 26. November 1913 durch die Bayerische Staatsbahn als Lokalbahn nur für den Güterverkehr eröffnet. Haupttransportgut war Schotter für den Bahnbau. 
Erst als im Zweiten Weltkrieg der Treibstoffmangel keinen Omnibusverkehr mehr zuließ, wurden ab dem 19. Juli 1943 auch Personenwagen in den Güterzügen mitgeführt. Dies geschah auf Veranlassung und Risiko der Stadtgemeinde. Die Kurse waren nicht im Deutschen Kursbuch verzeichnet. Diese Verkehre endeten am 13. April 1945. 
Ab dem 16. Januar 1947 setzte die Reichsbahndirektion Nürnberg werktags drei Personenzugpaare ein. Im Sommer 1949 verkehrten sonntags zudem zwei Zugpaare von und nach Kulmbach. Mit der Besserung der wirtschaftlichen Verhältnisse wanderten die Fahrgäste wieder zum Omnibus und privaten Kraftfahrzeugen ab, so dass im Sommerfahrplan 1956 nur noch zwei Zugpaare an Werktagen angeboten wurden. Der Reiseverkehr endete am 30. September 1956. 
Das Anschlussgleis zu einem Sägewerk wird heute nicht mehr genutzt. Auf der Strecke verkehren nur noch Ganzzüge mit Schotter. Das Gestein wird östlich der Stadt abgebaut und bereits gebrochen mit Lastkraftwagen zum Verladesilo gebracht.

## Galerie

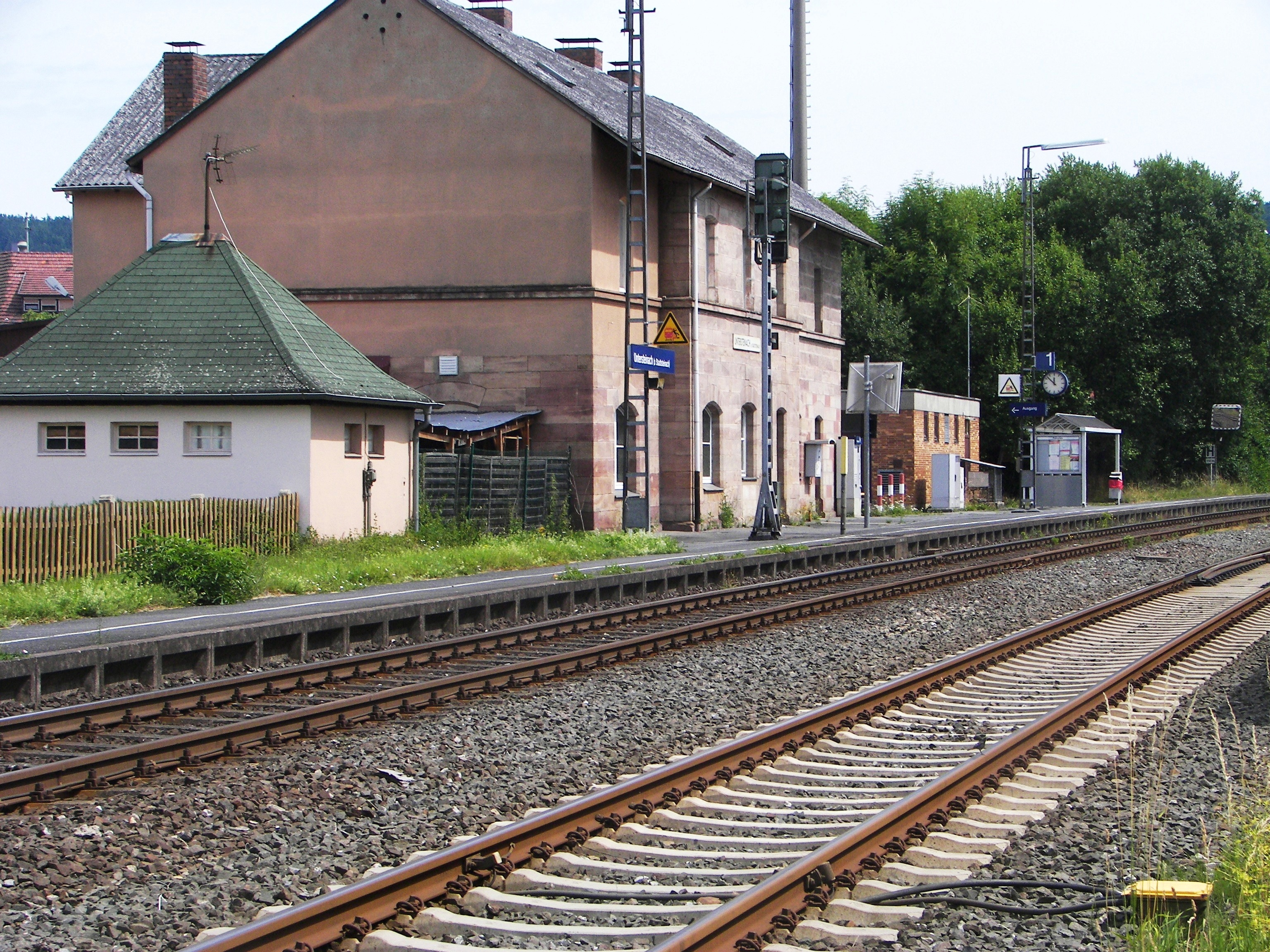
Bahnhof Untersteinach (b. Stadtsteinach)
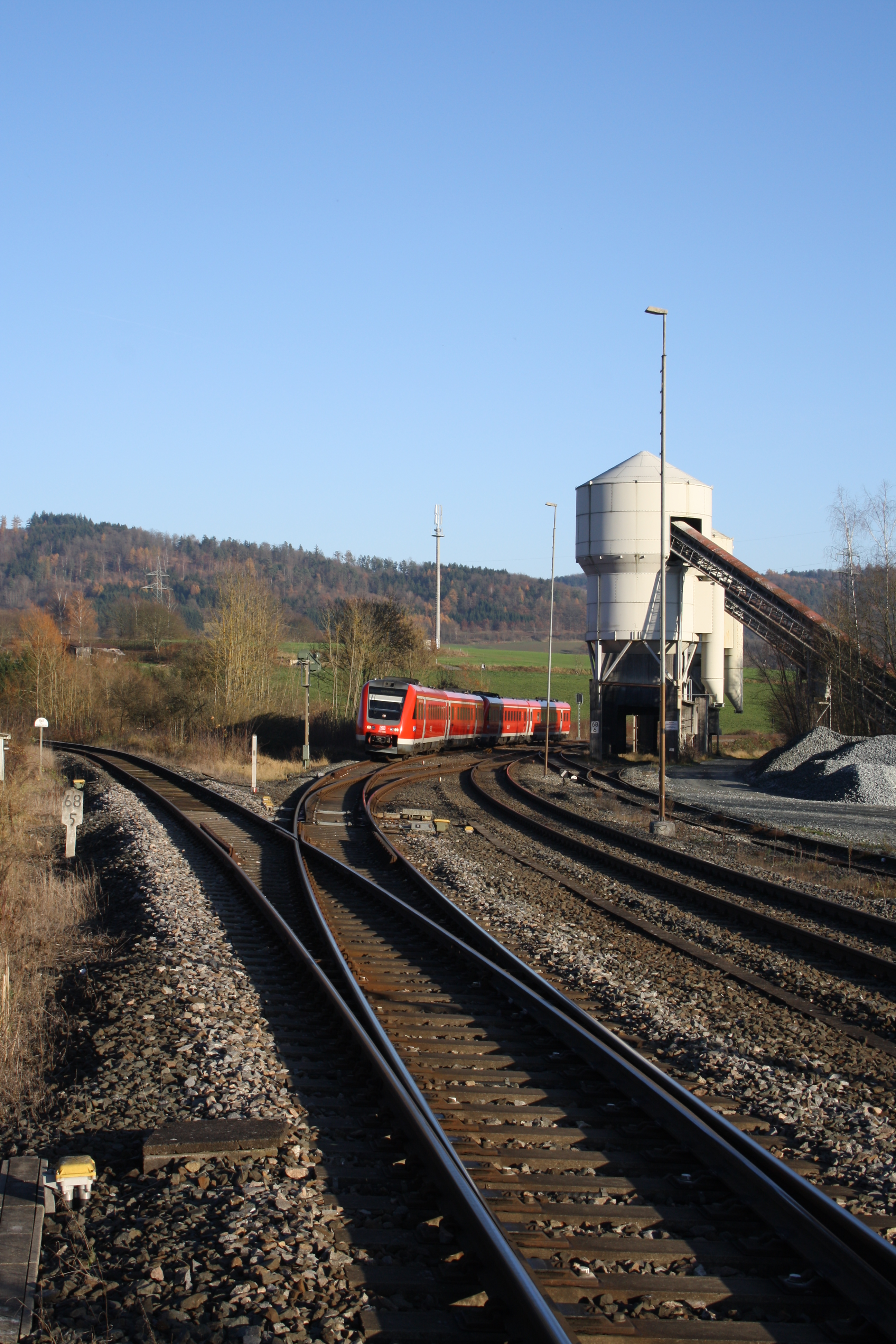
Ostkopf des Bahnhofs Untersteinach, nach links das Stadtsteinacher Gleis
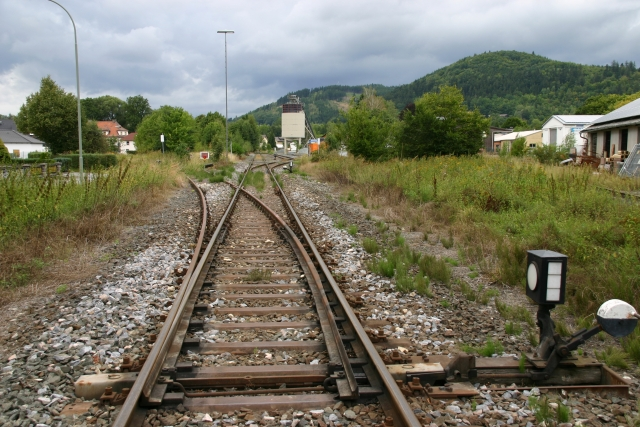
Bahnhofseinfahrt Stadtsteinach, das rechte Gleis zum Verladesilo wurde erst vor kurzem (2012) erneuert
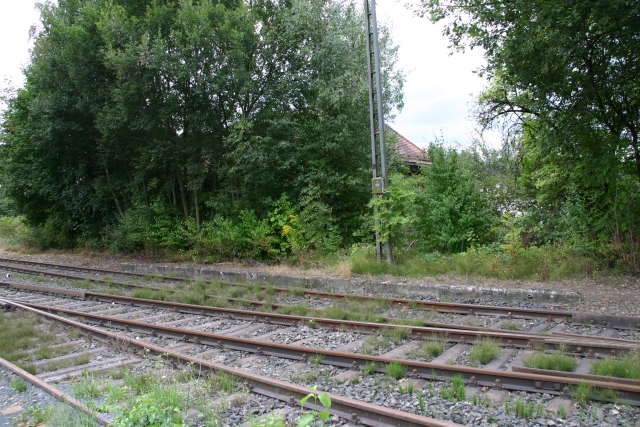
Ein kurzer Bahnsteig reichte in Stadtsteinach, hinter den Bäumen steht das Bahnhofsgebäude
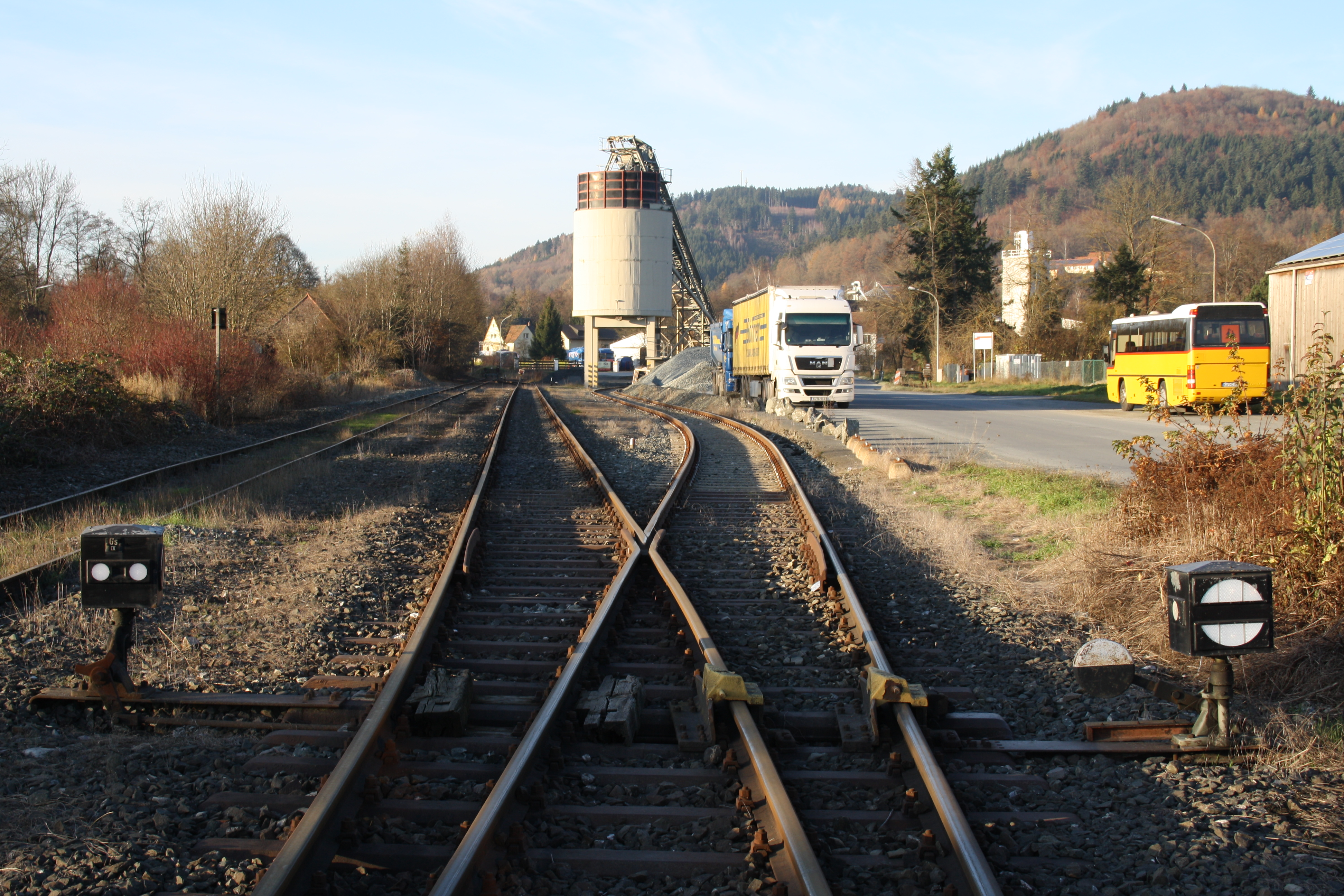
Schotterverladeanlage in Stadtsteinach
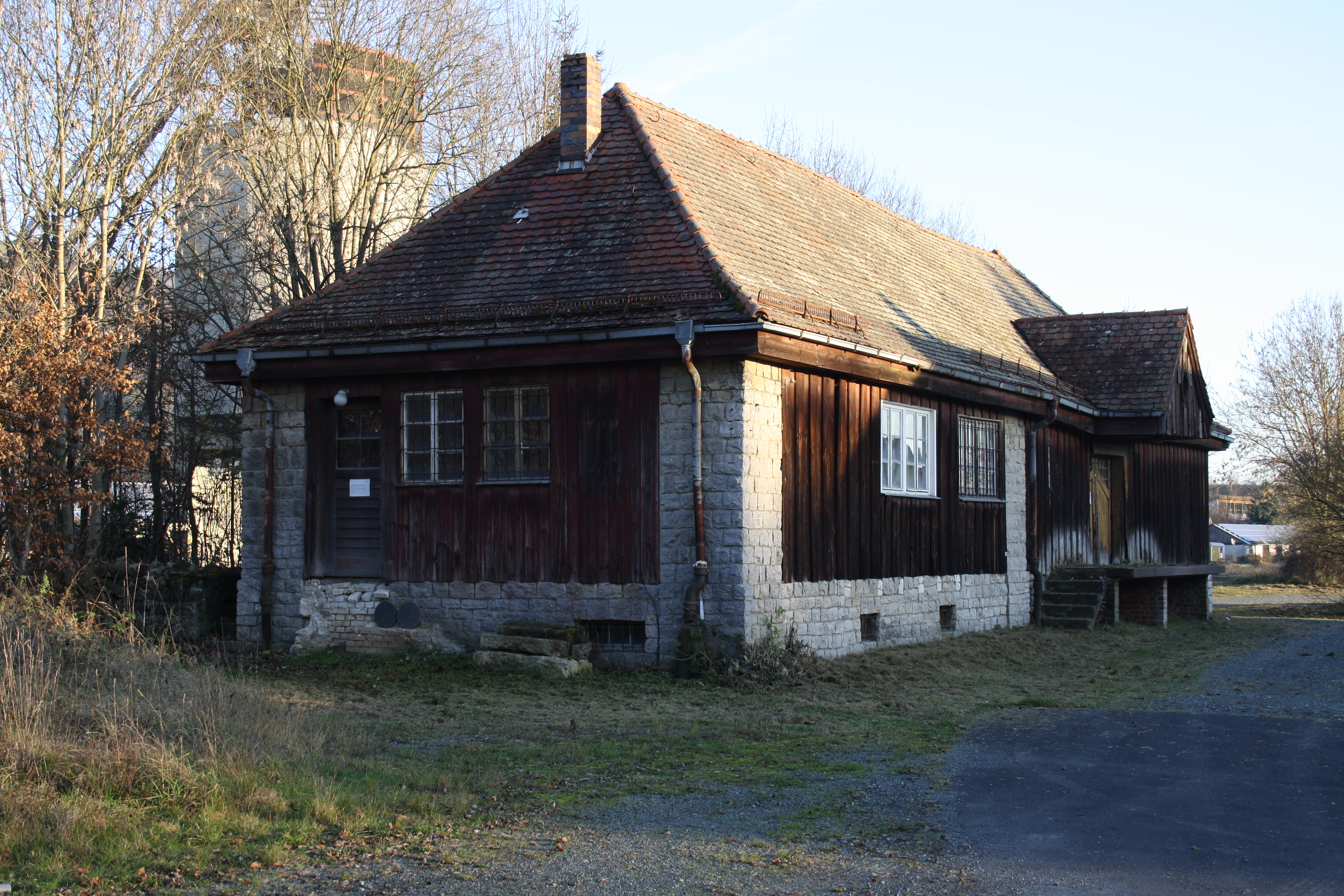
Bahnhofsgebäude Stadtsteinach